# Micrutalis binaria
Micrutalis binaria är en insektsart som beskrevs av Leon Fairmaire. Micrutalis binaria ingår i släktet Micrutalis och familjen hornstritar. Inga underarter finns listade i Catalogue of Life.